# Hank Zipzer il superdisastro
Hank Zipzer il superdisastro è una serie di libri per ragazzi scritta dall'attore Henry Winkler (Arthur Fonzarelli in Happy Days) e Lin Oliver. Pubblicata per la prima volta negli Stati Uniti nel 2003, in Italia è stato venduto a partire dal 2013.
Nel 2014, Hank Zipzer è stato trasposto nella serie televisiva Hank Zipzer - Fuori dalle righe, andata in onda in Italia su Disney Channel e poi su Rai Gulp. L'autore, Henry Winkler, recita nella serie nel ruolo di Mr. Rock.

## Trama
Hank Zipzer è un ragazzino dislessico. Nella serie si raccontano le sue avventure.

## Libri
Al 2018, sono stati tradotti in italiano i primi nove libri della serie, editi da uovonero.
1. Hank Zipzer e le cascate del Niagara (2013). Anziché scrivere un tema sulle sue vacanze estive, Hank cerca di costruire un "tema vivente" delle Cascate del Niagara, dove è stato con la sua famiglia.
2. Hank Zipzer e la pagella nel tritacarne (2013). Hank nasconde la sua orribile pagella nel tritacarne del locale di sua madre, il Sottaceto Croccante.
3. Hank Zipzer e il giorno dell'iguana (2014).
4. Hank Zipzer e i calzini portafortuna (2014). Hank è sempre stato una frana a baseball, eppure un giorno riesce a fare un lancio fortunato e viene preso nella squadra della scuola per le olimpiadi scolastiche. Hank pensa che quel lancio fortunato sia tutto merito dei calzini portafortuna di sua sorella. Solo che il giorno delle olimpiadi, sua sorella ha bisogno di quei calzini.
5. Hank Zipzer, una gita ingarbugliata (2015). Hank e la sua classe vanno in gita su un veliero ormeggiato nel porto di New York. Hank ha il ruolo di aiutante del capitano, ma i guai cominciano quando, per sbaglio, Hank toglie gli ormeggi al veliero.
6. Hank Zizper e il peperoncino killer (2015). Per la Giornata Multiculturale della sua scuola, Hank vuole cucinare cibo messicano insieme a Yoshi, il suo nuovo amico giapponese. I guai cominciano quando deve leggere la ricetta.
7. Hank Zipzer, tiratemi fuori dalla quarta! (2016). L'anno scolastico sta per finire e Hank teme la bocciatura. Per questo deve trovare il modo di evitare che i suoi genitori incontrino la sua maestra. Allora perché non mandarli a un concerto rock?
8. Hank Zipzer, odio i corsi estivi (2017). Hank viene mandato ai corsi estivi.
9. Hank Zipzer, il mago segreto del ping pong (2018).
10. Hank Zipzer, Il mio cane è un coniglio (2019)
11. Hank Zipzer, Su il sipario giù i calzoni (2021).
12. Hank Zipzer, Un viaggio da vomito (2022).

## Curiosità
Per il personaggio di Hank, Henry Winkler si è ispirato a se stesso e alle sue esperienze come bambino dislessico.